# Rob Mulders
Rob Mulders (* 7. April 1967 in Well, Provinz Limburg (Niederlande); † 29. Januar 1998 Apeldoorn) war ein niederländischer Radrennfahrer.

## Sportliche Laufbahn
Mulders war im Straßenradsport aktiv. Als Amateur gewann er 1991 eine Etappe der Olympia’s Tour und wurde Zweiter in der Ronde van Noord-Holland hinter Jans Koerts. Mulders war von 1990 bis 1996 Berufsfahrer, er begann seine professionelle Laufbahn im Radsportteam Panasonic.
1991 gewann er den Omloop der Kempen. 1993 gewann er die Eintagesrennen Circuit des Frontières vor Frans Maasen und Veenendaal–Veenendaal vor Maarten Den Bakker und holte sich einen Etappensieg in der Asturien-Rundfahrt. 1993 bestritt er die Tour de France und beendete die Rundfahrt als 134. des Klassements, 1994 wurde er 116. 1992 wurde er in der Vuelta a España 117, 1995 gab er das Rennen auf.